# Saint-Fort-sur-le-Né
Saint-Fort-sur-le-Né är en kommun i departementet Charente i regionen Nouvelle-Aquitaine i västra Frankrike. Kommunen ligger  i kantonen Segonzac som ligger i arrondissementet Cognac. År 2022 hade Saint-Fort-sur-le-Né 380 invånare.

## Befolkningsutveckling
Antalet invånare i kommunen Saint-Fort-sur-le-Né
Referens:INSEE